# Breite Loog

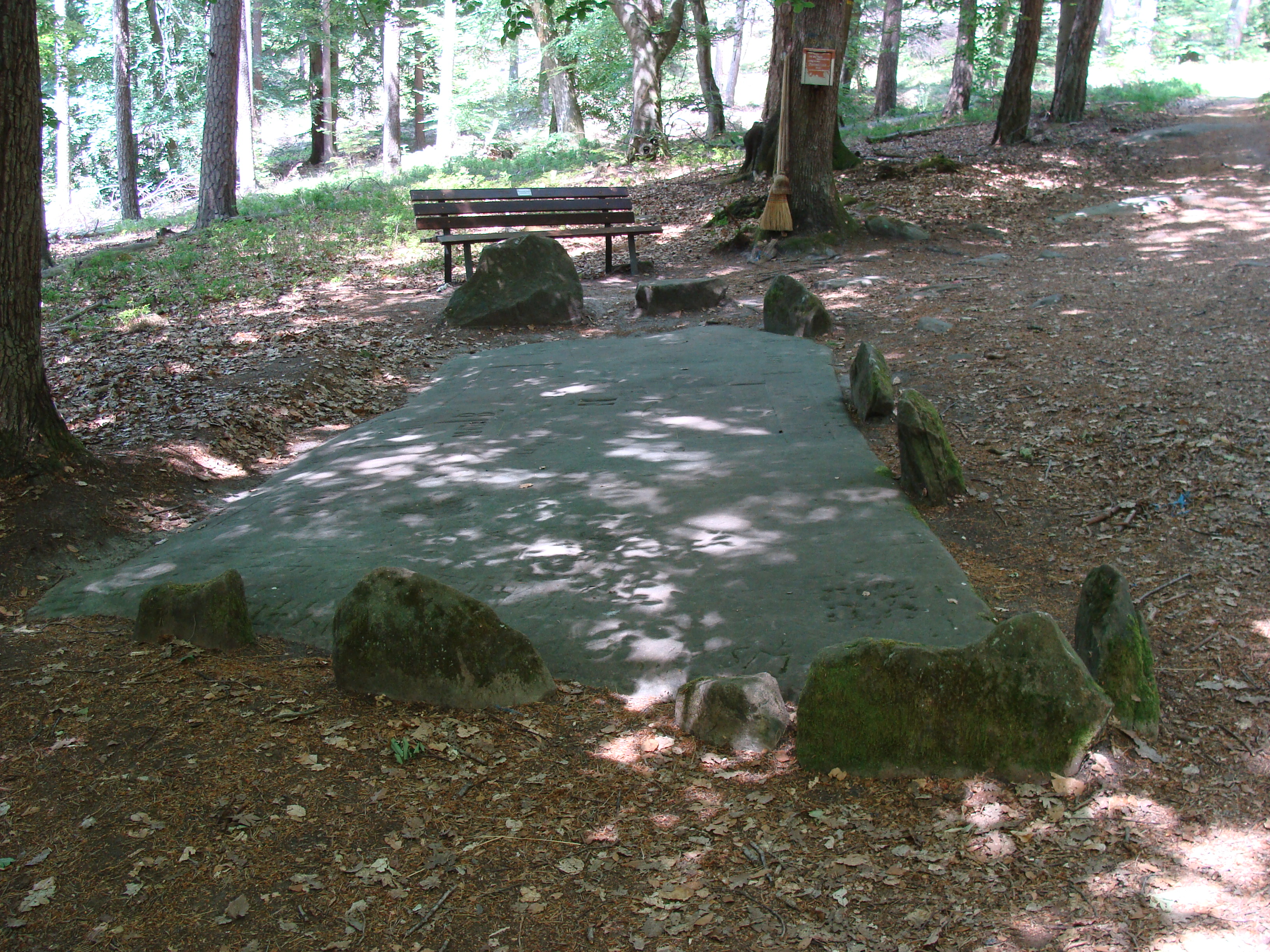
Breite Loog

Die Breite Loog ist ein Grenzmarkierung aus fränkischer Zeit im nördlichen Teil des Biosphärenreservats Pfälzerwald-Vosges, dem Naturpark Pfälzerwald. Die imposante Felsbodenplatte mit einer Größe von ca. 1,5 × 3 Meter enthält eingemeißelte Grenzzeichen und andere Inschriften. An der Platte befindet sich der gleichnamige Ritterstein 255. Der Grenzstein ist als Kulturdenkmal gekennzeichnet.

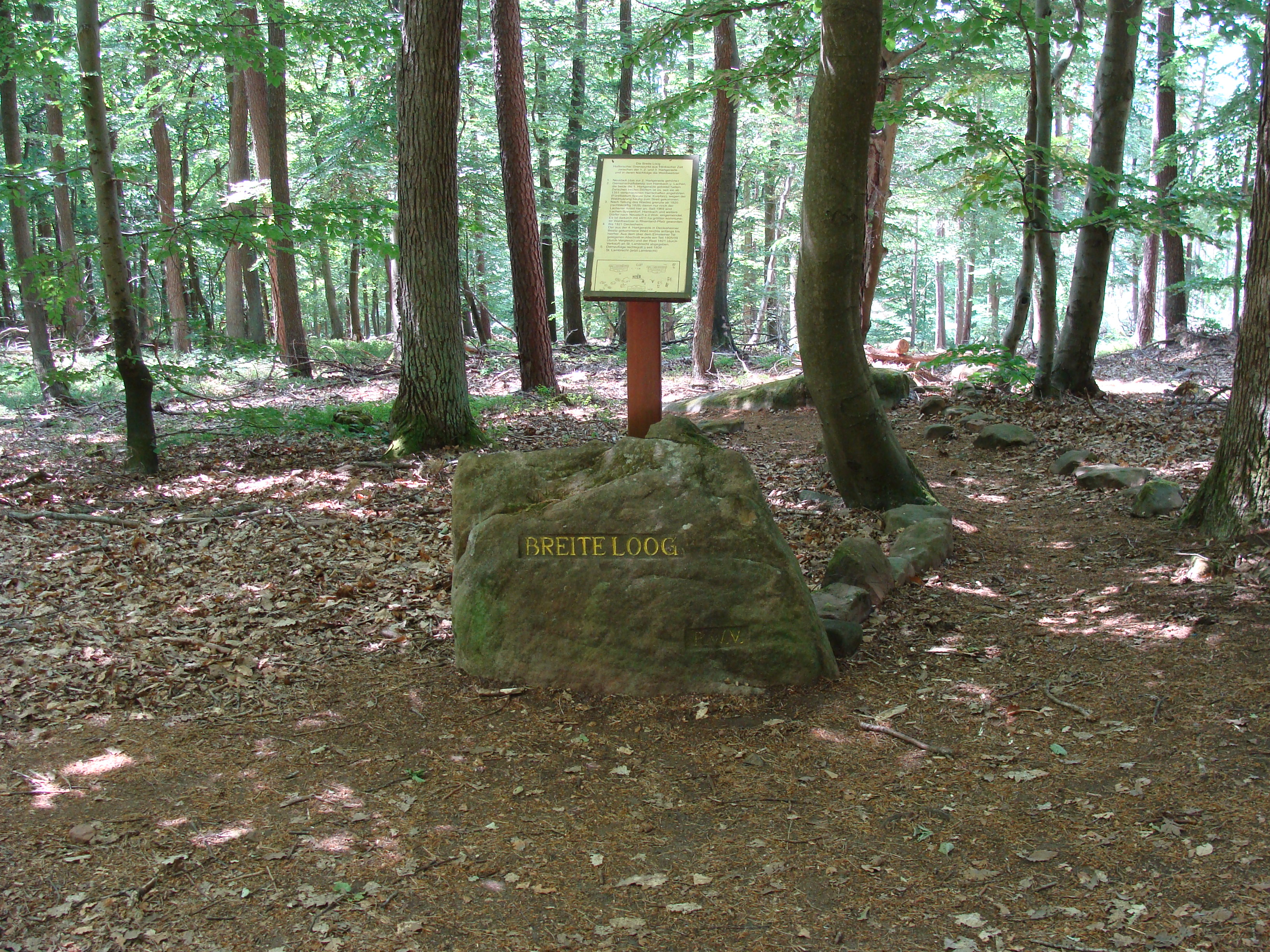
Ritterstein 255

## Lage
Die Breite Loog befindet sich in einer Höhe von 500 Meter etwa 250 Meter südlich des Gipfels des Kaisergartens (519 m ü. NHN) oberhalb des Sattels zum Überzwerchberg (502,1 m ü. NHN) innerhalb des mittleren Pfälzerwaldes. Sie liegt auf der Gemarkungsgrenze zwischen Lambrecht und Neustadt an der Weinstraße.

## Geschichte
Mit der Gründung des Klosters Lambrecht im Jahr 977 durch Graf Otto von Worms wurde dieses mit einem stattlichen Waldbesitz ausgestattet. Die Grenze des Waldgebietes verlief über die umliegenden Bergspitzen und Bergkämme, zu deren Eckpunkten auch die Breite Loog gehörte. Im Jahr 1404 wurde hier die Waldgrenze zwischen dem Klosterwald, Hambach und Neustadt durch König Ruprecht III festgelegt. Haingeraide waren genossenschaftlich organisierte bäuerliche Verbände, die im Mittelalter und in der Frühen Neuzeit gemeinsamen Wald nutzten. Ursprünglich bedeutete der Fels die Grenzen zwischen Deidesheimer, Neustadter und Hambach-Lachener Wald. Waldverkäufe und Teilungen änderten die Besitzverhältnisse immer wieder und somit änderten sich die eingemeißelten Grenzzeichen auf der Felsenplatte. Die letzte Version stammt aus dem Jahr 1829. Damals ließ jede der drei Gemeinden Neustadt, Lambrecht und Lachen ihren Anteil am Felsen mit ihrem Waldzeichen N, LCHN sowie LB mit einer Nummer versehen, einmeißeln. Es wurden noch die Inschriften „Renoviert in Freundschaft durch die Gemeinden Lachen, Neustadt und Lambrecht, den 28. August 1829“ für jede Gemeinde und darunter die Namen der drei damaligen Bürgermeister (Gros für Lachen, Schoppmann für Neustadt und Mattil für Lambrecht) hinzugefügt. Im umliegenden Waldgebiet sind heute noch viele Grenzsteine erhalten. Heute liegt die Breite Loog an der Grenze zwischen dem Lambrechter und dem Neustadter Stadtwald.

## Zugang und Wandern
An der  Breiten Loog führen Wanderwege des Pfälzerwaldvereins vorbei. Das sind der markierte  Wanderweg von Deidesheim nach Rhodt unter Rietburg, der unter anderem Lambrecht, den Kaisergarten, die Hellerhütte, die Totenkopfhütte, die Lolosruhe, den Schänzelturm bei Edenkoben, den Kohlplatz, den Ludwigsturm, die Rietburg und die Villa Ludwigshöhe passiert, und der Themenwanderweg Pfälzer Hüttensteig. Direkte Ausgangspunkte können die Hellerhütte in etwa 30 Minuten, das Naturfreundehaus Heidenbrunnertal in etwa 45 Minuten oder der Bahnhof Lambrecht über den Dicken-Stein-Turm in etwa einer Stunde sein. An der Felsplatte steht ein Besen bereit und es wird dem Wanderer der Hinweis gegeben, die Platte gegebenenfalls von Laub zu befreien.